# NGC 2995
NGC 2995 – grupa gwiazd znajdująca się w gwiazdozbiorze Żagla, klasyfikowana jako gromada otwarta lub przypadkowe zgrupowanie gwiazd Drogi Mlecznej (asteryzm). Skatalogował ją John Herschel 5 kwietnia 1837 roku. Znajduje się w odległości ok. 1240 lat świetlnych od Słońca oraz 27,6 tys. lat świetlnych od centrum Galaktyki.